# Relaciones Cuba-Suiza
Las relaciones Cuba-Suiza son las relaciones diplomáticas oficiales entre la República de Cuba y la Confederación Suiza. 

## Historia
Existen relaciones diplomáticas oficiales entre la República de Cuba y la Confederación Suiza. Según el Ministerio de Asuntos Exteriores de Suiza, las relaciones diplomáticas oficiales entre la República de Cuba y la Confederación Suiza son relaciones diplomáticas amistosas y estables a pesar de las diferencias entre ambos países.
Cuando Cuba se independizó en 1902, Suiza reconoció y estableció relaciones diplomáticas y consulares oficiales con el nuevo país. Los primeros cónsules honorarios suizos que llegaron a Cuba lo hicieron durante el siglo XIX. En 1918 se estableció por primera vez un consulado suizo organizado en La Habana. Fue ascendida a la embajada en 1957.
El comercio existió entre los dos países a partir del siglo XIX y continuó después de la revolución cubana de 1959 y la toma del país por parte de la familia Castro.
Suiza representó los intereses estadounidenses en Cuba desde 1961 hasta el restablecimiento de las relaciones diplomáticas entre estos dos países en julio de 2015. Suiza también representó los intereses cubanos en Estados Unidos desde 1991 hasta julio de 2015.

## Suizos en Cuba
Según la Oficina Central de Estadísticas de Suiza, a finales de 2018 vivían en Cuba trescientos doce ciudadanos suizos.

## Comercio
La conferencia permanente suizo-cubana promueve las relaciones comerciales entre los dos países, que se consideran relativamente modestas. Las principales ramas de comercio son la importación de productos agrícolas y la exportación de maquinaria, productos farmacéuticos, productos químicos y relojes. 

## Misiones diplomáticas residentes
- Cuba tiene una embajada en Berna.[1]
- Suiza tiene una embajada en La Habana.[2]